# Междуреченский (Ханты-Мансийский автономный округ)
Междуреченский — посёлок городского типа, административный центр Кондинского района Ханты-Мансийского автономного округа России (с 1995). Железнодорожная станция Устье-Аха. Имеется речной порт, а также аэропорт (в настоящее время только для вертолётов).
Посёлок фактически делится на несколько зон: ОИРП (Обь-Иртышское речное пароходство — старая пристань, речпорт), центр, район 305-го км. (будущий м-он «Южный»), станция Устье-Аха, Микрорайон «Нефтяник-2». Имеется церковь, дворец культуры и искусств, культурно-досуговый центр, районный центр молодёжных инициатив «Ориентир», центр дополнительного образования детей, две общеобразовательных школы (одна в центре и вторая новая школа на микрорайоне «Нефтяник-2»), аграрный колледж, спортивная школа олимпийского резерва по дзюдо и биатлону, детско-юношеская спортивная школа, районная больница, стоматологическая поликлиника. Внутрипоселковый общественный транспорт представлен пятью автобусными маршрутами. На территории посёлка заасфальтировано приблизительно 65 % автомобильных дорог.

## История
Посёлок Устье-Аха образован в 1932 году. Название происходит от реки Ах протекающей в Кондинском районе, в свою очередь Ах от мансийского ахт — протока. Место впадания (устье) протока (ахта) реки Евра в реку Конда.
В 1938 году в Устье-Ахе открылась четырёхлетняя школа.
В 1942 году на территории посёлка появился Морткинский лесопункт, который готовил ружболванку, авиафанерное сырьё, лыжную болванку. В том же году в Устье-Ахе открылся фельдшерский пункт.
В 1959 году открылось почтовое отделение. В 1960 году появилась телефонная связь.
В 1962 году в посёлке открылись первый детский сад и Устье-Аховская участковая больница.
29 мая 1964 года — посёлку Устье-Аха присвоен статус рабочего посёлка.
29 сентября 1964 года — рабочий посёлок Устье-Аха переименован в рабочий посёлок Междуреченский.
В 1965 году начали работать кинотеатр «Заря» и библиотека.
В 1968 году в Междуреченский были перевезены все жители упразднённой деревни Борчик.
В конце 60-х годов была открыта железная дорога Тавда—Устье-Аха.
В январе 1995 года в посёлок Междуреченский перенесён административный центр Кондинского района.

## Климат
Климат Междуреченского — умеренный, континентальный. Лето короткое и тёплое, зима длительная и морозная.
- Среднегодовая температура воздуха — 0,4 °C
- Средняя скорость ветра — 3,9 м/с

| Показатель                                                                       | Янв.  | Фев.  | Март  | Апр. | Май  | Июнь | Июль | Авг. | Сен. | Окт. | Нояб. | Дек.  | Год  |
| -------------------------------------------------------------------------------- | ----- | ----- | ----- | ---- | ---- | ---- | ---- | ---- | ---- | ---- | ----- | ----- | ---- |
| Средний суточный максимум, °C                                                    | −11,6 | −10,3 | −3,1  | 3,4  | 12,9 | 20,1 | 22,2 | 18,0 | 11,1 | 3,3  | −6,5  | −10,6 | 4,2  |
| Средняя температура, °C                                                          | −15,5 | −14,4 | −8    | −0,8 | 8,7  | 16,0 | 18,4 | 14,6 | 8,1  | 0,9  | −9,7  | −14,4 | 0,4  |
| Средний суточный минимум, °C                                                     | −19,7 | −19,3 | −13,2 | −5,7 | 3,9  | 11,1 | 13,9 | 10,5 | 4,9  | −1,8 | −13,4 | −18,5 | −3,9 |
| Источник: Метеоданные для ХМАО. hmao-meteo.ru. Дата обращения: 29 сентября 2024. |       |       |       |      |      |      |      |      |      |      |       |       |      |

## Население
| 1970    | 1979    | 2002    | 2009    | 2010    | 2012    | 2013    |
| ------- | ------- | ------- | ------- | ------- | ------- | ------- |
| 5609    | ↗7220   | ↗10 907 | ↗11 987 | ↘11 058 | ↗11 175 | ↗11 280 |
| 2014    | 2015    | 2016    | 2017    | 2018    | 2019    | 2020    |
| ↗11 423 | ↘11 310 | ↘11 241 | ↘11 149 | ↘11 084 | ↘10 992 | ↗11 040 |
| 2021    |         |         |         |         |         |         |
| ↗11 067 |         |         |         |         |         |         |